# Palmorchis
Palmorchis is een geslacht uit de orchideeënfamilie en de onderfamilie Epidendroideae.
Het geslacht telt eenentwintig soorten uit Centraal- en Zuid-Amerika en Trinidad.

## Naamgeving
- Synoniem: Neobartlettia Schltr., Jenmania Rolfe, Rolfea Zahlbr.

## Kenmerken
Palmorchis-soorten zijn terrestrische orchideeën. De bloemstengel staat rechtop, met enkele verspreid staande, elliptische bladeren. De bloeiwijze is een apicale of axiale tros.
De in verhouding tot de plant kleine bloemen zijn vaalgroen, vaak met paarse strepen. De kelkbladen en kroonbladen staan vrij, gespreid of naar elkaar toegebogen, sterk op elkaar gelijkend, de kroonbladen iets korter en smaller. De bloemlip is aan de basis vergroeid met het gynostemium, wijst schuin naar boven, en is drielobbig met een smalle middenlob. Het gynostemium is gebogen. Er zijn vier pollinia, zonder caudiculum of stipum.

## Voorkomen
Palmorchis-soorten zijn schaduwminnende planten van het tropisch regenwoud in laagland en langs rivieren, vanaf zeeniveau tot 1000 m. Ze zijn vooral te vinden in het Amazoneregenwoud in noordelijk Zuid-Amerika (Brazilië, Peru, Ecuador, Colombia, Venezuela, Suriname en Guyana), in Midden-Amerika (Costa Rica, Panama en Nicaragua) en op het eiland Trinidad.

## Taxonomie
Het geslacht telt 21 soorten. De typesoort is Palmorchis trinotata.
- Palmorchis caxiuanensis Rocha, S.S.Almeida & Freitas 2006
- Palmorchis colombiana Garay 1978 (Colombia)
- Palmorchis deceptorius Y.Veyret & Szlach. (1995)
- Palmorchis duckei Hoehne 1944 (Brazilië)
- Palmorchis eidae Dressler 2002
- Palmorchis guianensis (Schltr.) C.Schweinf. & Correll 1940 (Venezuela, Guyana, Suriname, Brazilië)
- Palmorchis imuyaensis Dodson & G.A.Romero 1993
- Palmorchis lobulata (Mansf.) Schweinf. & Corr. 1940 (Colombia, Frans-Guyana, Ecuador, Peru)
- Palmorchis nitida Dressler (1983) (Panama, Colombia)
- Palmorchis pabstii Veyret 1978 (Frans-Guyana)
- Palmorchis paludicola Dressler 1997 (Costa Rica)
- Palmorchis pandurata C. Schweinf. & Correll 1940 (Ecuador)
- Palmorchis powellii (Ames) C. Schweinf. & Correll 1940 (Costa Rica, Panama, Colombia)
- Palmorchis prospectorum Veyret 1978 (Suriname, Frans-Guyana)
- Palmorchis puber (Cogn.) Garay (1962) (Bolivia, Brazilië)
- Palmorchis pubescentis Barb. Rodr. (1877) (Trinidad, Colombia, Guatemala, Frans-Guyana, Brazilië)
- Palmorchis silvicola L.O. Williams 1970 (Nicaragua, Costa Rica, Panama, Ecuador)
- Palmorchis sobralioides Barb. Rodr. (1877) (Brazilië)
- Palmorchis sordida Dressler 1997 (Costa Rica)
- Palmorchis trilobulata L.O. Williams (1941) (Costa Rica, Panama, Colombia, Suriname)
- Palmorchis trinotata Dressler 1997 (Panama)

Subtribus Limodorinae 

Geslachten: Aphyllorchis · Bosvogeltje (Cephalanthera) · Wespenorchis (Epipactis) · Limodorum

Subtribus Listerinae 

Geslachten: Neottia · (Keverorchis (Listera))

Subtribus: Onbepaald 

Geslacht: Palmorchis